# 椽木駅
椽木駅（ヨンモクえき、朝鮮語: 연목역）は朝鮮民主主義人民共和国慈江道松源郡にある駅で、満浦線に属する。 

## 歴史
- 日時不明：開業。

## 隣の駅
満浦線
价古青年駅 - 椽木駅 - 津坪駅